# Мравояди
Мравоядите са семейство бозайници от разред Непълнозъби. По дължина стигат до 3 метра. Имат извити нокти на предните си крака. Нямат зъби, плячката им се залепя по тънкия, дълъг език. Храни се с мравки и термити. Най-често се срещат в Южна и Централна Америка.
Когато не спят, а те спят по 14 часа в денонощието, гиганските мравояди ровят в мравуняците, за да търсят храна. Те са много добре екипирани за улавянето на дребните животни.
Предните крайници на мравояда са снабдени с остри здрави нокти с дължина от 4 cm до 10 cm. С тях той прониква в мравуняка, но не го разрушава. След това пъха дългата си муцуна вътре и събира мравките с език.
Мравоядът може да разтегне езика си до 60 cm и да го вади и прибира 150 пъти в минута. Езикът му е покрит с миниатюрни кукички и дебел слой лепкава слюнка – залепнат ли за нея, мравките са безпомощни. Мравоядът изяжда само около 140 мравки от един мравуняк, преди да премине към следващия. Така той е сигурен, че мравуняците в територията му ще оцелеят и на следващия ден ще има какво да яде.

## Класификация
Семейство Мравояди
- Род †Protamandua
- Род Големи мравояди (Myrmecophaga)
  - Вид Голям мравояд (Myrmecophaga tridactyla)
- Род †Neotamandua
- Род Tamandua
  - Вид Мексикански четирипръст мравояд (Tamandua mexicana)
  - Вид Tamandua tetradactyla